# Karl Matthäus Schmidt
Karl Matthäus Schmidt (* 12. Januar 1969) ist seit 2006 Vorstandsvorsitzender der Quirin Bank.

## Lebensweg
Karl Matthäus Schmidt wurde als Sohn der Hofer Bankiersfamilie Schmidt in der sechsten Generation geboren; sein Vater ist Karl Gerhard Schmidt. Nach dem Besuch einer Waldorfschule absolvierte er während des Studiums der Betriebswirtschaftslehre an der Friedrich-Alexander-Universität Erlangen-Nürnberg mehrere Praktika im In- und Ausland, unter anderem in Luxemburg, und arbeitete am Lehrstuhl für Bank- und Börsenwesen.
Am 13. Juni 1994 gründete Karl Matthäus Schmidt den Consors Discount-Broker als Zweigniederlassung der Schmidtbank. Sie war der erste funktionsfähige Online-Broker in Deutschland. 1998 erfolgte die Umwandlung von Consors in eine GmbH und anschließend in eine Aktiengesellschaft.
Sein unternehmerischer Erfolg spiegelte sich in einer Reihe von Auszeichnungen. Bereits ein Jahr vor der Börseneinführung von Consors verlieh das Fachblatt Euro am Sonntag dem Jung-Banker den Preis Euro’98 für das erste funktionsfähige Internet-Angebot für die Wertpapiergeschäfte von Privatanlegern. 1999 verlieh ihm die Wirtschaftswoche den Titel Unternehmer des Jahres und ein Jahr darauf kürte ihn Horizont mit dem Horizont Award zum Mann des Jahres.
Im Jahr 2001 betreute die Bank 450.000 Kundendepots und expandierte in die Schweiz sowie nach Frankreich, Italien und Spanien. Nach dem Untergang der Schmidtbank und der Übernahme durch eine Auffanggesellschaft der Großbanken wurde Consors zum Verkauf gestellt. Bis dahin hielt die SchmidtBank als Hauptaktionär 65 Prozent der Anteile des Online-Brokers.
Im Sommer 2005 wurde Schmidt zum Sprecher des Vorstands der Berliner CCB Bank AG berufen. Kurz zuvor war die Setis Bank, die als Transaktionsbank Outsourcing-Dienste leistet, in die Consors Capital Bank integriert und das Unternehmen in CCB Bank umbenannt worden. Dort lenkte er den Verschmelzungsprozess der beiden Banken und entwickelte Konzepte für das Privatkundengeschäft des neu formierten Geldhauses, das seit Mai 2006 als Quirin Bank firmiert und Deutschlands erste Honorarberatungsbank ist.
Im Oktober 2006 wurde Schmidt vom Economic Forum Deutschland mit dem National Leadership Award ausgezeichnet.
Schmidt plädiert immer wieder für ein bundesweites Provisionsverbot. Seiner Auffassung nach führen Provisionen dazu, dass unpassende und überteuerte Produkte an Anleger verkauft werden. Dadurch entstünde Jahr für Jahr ein finanzieller Schaden auf Anlegerseite in Höhe von 98 Milliarden Euro. Schmidt betont, dass ein solches Provisionsverbot zwar nachteilig für die Quirin Privatbank wäre, da sie dann ihr Alleinstellungsmerkmal verlieren würde, es aber zum Vorteil von Millionen Bundesbürgern wäre. So hat Schmidt u. a. auch an der Verabschiedung des Honoraranlageberatungsgesetzes 2014 mitgewirkt.
Der gebürtige Franke ist verheiratet, Vater von fünf Kindern und lebt in Berlin und Brandenburg.

## Sonstige Tätigkeiten
Karl Matthäus Schmidt ist Vorsitzender der Bundesarbeitsgruppe Digital Finance im Wirtschaftsrat der CDU. Seit April 2020 veröffentlicht Schmidt den Podcast „klug anlegen“ zu den Themen Geldanlage und Vermögensaufbau. Am 1. November 2024 ist sein Buch „Geld im Glück“ erschienen, Schritt für Schritt zeigt es Lesern, wie einfach es sein kann, Geld gut, sicher und gewinnbringend anzulegen. Zudem ist er Mitglied des Münchner Finance Forum.